# Isväg

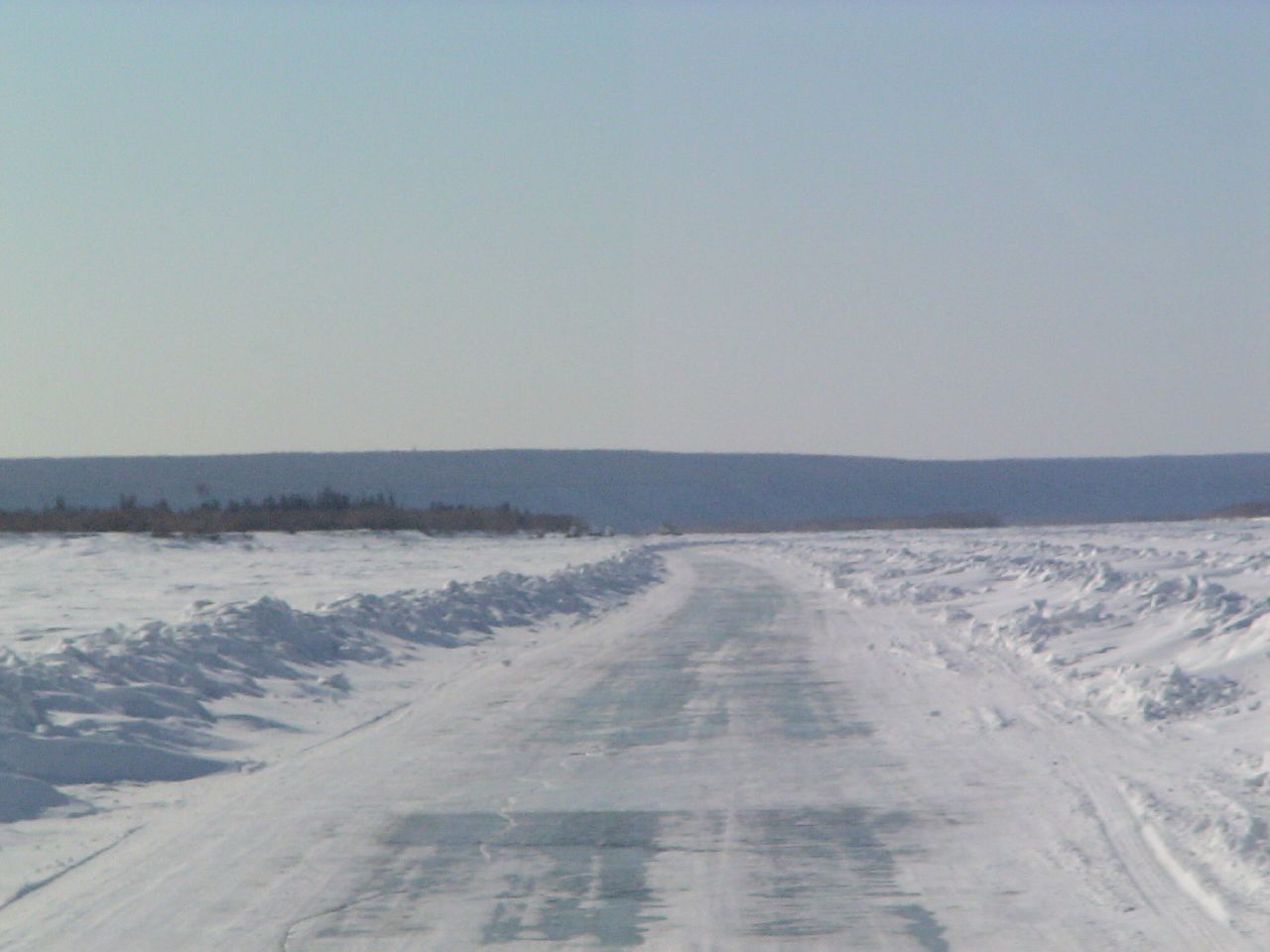
Isväg över floden Lena i Sibirien

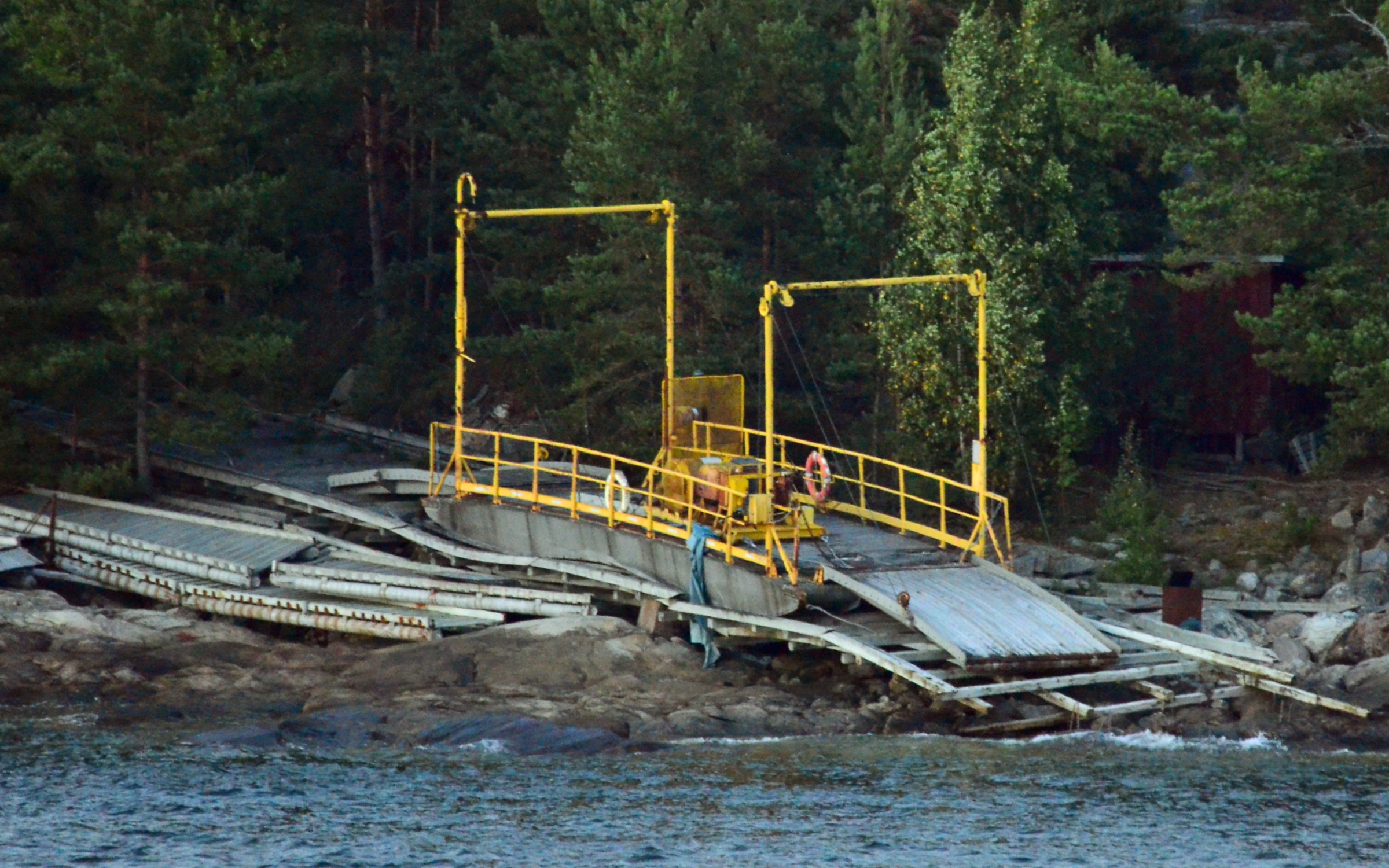
Delarna till en isväg ligger uppdragna på stranden av Petisholmen i Nagu, Finland. Den stora pjäsen är en motordriven rullbro som används där isvägen korsar farleden in till Åbo.

En isväg är en väg som går på is, som frusit på en sjö, en älv eller ett hav, så att det går att köra personbil eller lastbil på den. Ofta ersätter de då färjrutter, ibland möjliggör de trafik till öar eller orter som annars inte kan nås med bil eller med tunga transporter.
Isvägar finns på vintern i till exempel Estland, Finland, Kanada, Norge, Ryssland och Sverige. Territoriet Nunavut i Kanada har vägförbindelse med resten av Nordamerika endast genom en isväg (dragen över insjöars is och via landtungor mellan sjöarna).

## Skillnader gentemot vanliga vägar
Isvägarna har begränsningar vad gäller bland annat vikt och fart, dels för de enskilda trafikanternas säkerhet, dels för att förhindra sprickbildning i isen. Kraven varierar från land till land och ibland mellan olika isvägar. En given isväg kan ha olika viktklassning vid olika tillfällen, beroende på isens aktuella tjocklek och kvalité. För en normal personbil (2 ton) krävs en istjocklek på 20–25 cm, om iskvalitén är god och det inte finns sprickor.
Isvägar plogas vanligtvis mycket bredare än vägar på land, vanligt är uppemot 50 m brett. Där isen plogats sker isbildningen snabbare eftersom isytan exponeras för den kalla luften, vilket gör att vägbanan blir tjockare och stadigare och också att den flyter upp och blir något högre än omgivande is. Det är fördelaktigt på vårkanten när det ibland samlas vatten ovanpå isen. En annan anledning till att ploga brett är att det vid drivsnö tar längre tid innan hela vägbanan blir oframkomlig. Normala vägar är normalt upphöjda så att drivsnö blåser av vägen, men så kan inte en isväg vara. Isvägarnas tjocklek och eventuell sprickbildning i vägbanan behöver kontrolleras ofta för att säkerheten ska vara god.
Det finns för alla isvägar en period på hösten och våren, då isvägen är för osäker att köra på, men det är för mycket is för en färja. Det gäller särskilt på våren över älvar, då isen bryts sönder men fortfarande innehåller grova drivande isflak. Det kan vara oframkomligt i flera veckor. I Sverige finns broar inom högst 40 km från alla isvägar över älvar, men i till exempel Ryssland och Kanada finns isvägar utan sådana möjligheter. Dagligvaror fraktas då med flyg medan mer hållbara varor får vänta.

## Isvägar i Sverige
I Sverige underhåller Trafikverket ett antal isvägar och det finns också kommunala och privata isvägar. Landets längsta, sammanhängande isväg är kommunal och är sammanlagt cirka 16 km lång. Den finns i Luleå skärgård och utgår ifrån hamnen Hindersöstallarna i Lövskär och går till Hindersön, Stor-Brändön och Långön. I Luleå skärgård finns också kommunala isvägar mellan fastlandet och Sandön, mellan Sandön och Junkön (10 km), samt en privat isväg från fastlandet ut till Kallaxön och Bergön (8 km).
Landets sydligaste isväg finns i sjön Hjälmaren, mellan färjeläget i Hampetorp och Vinön.

## Isvägar i Finland

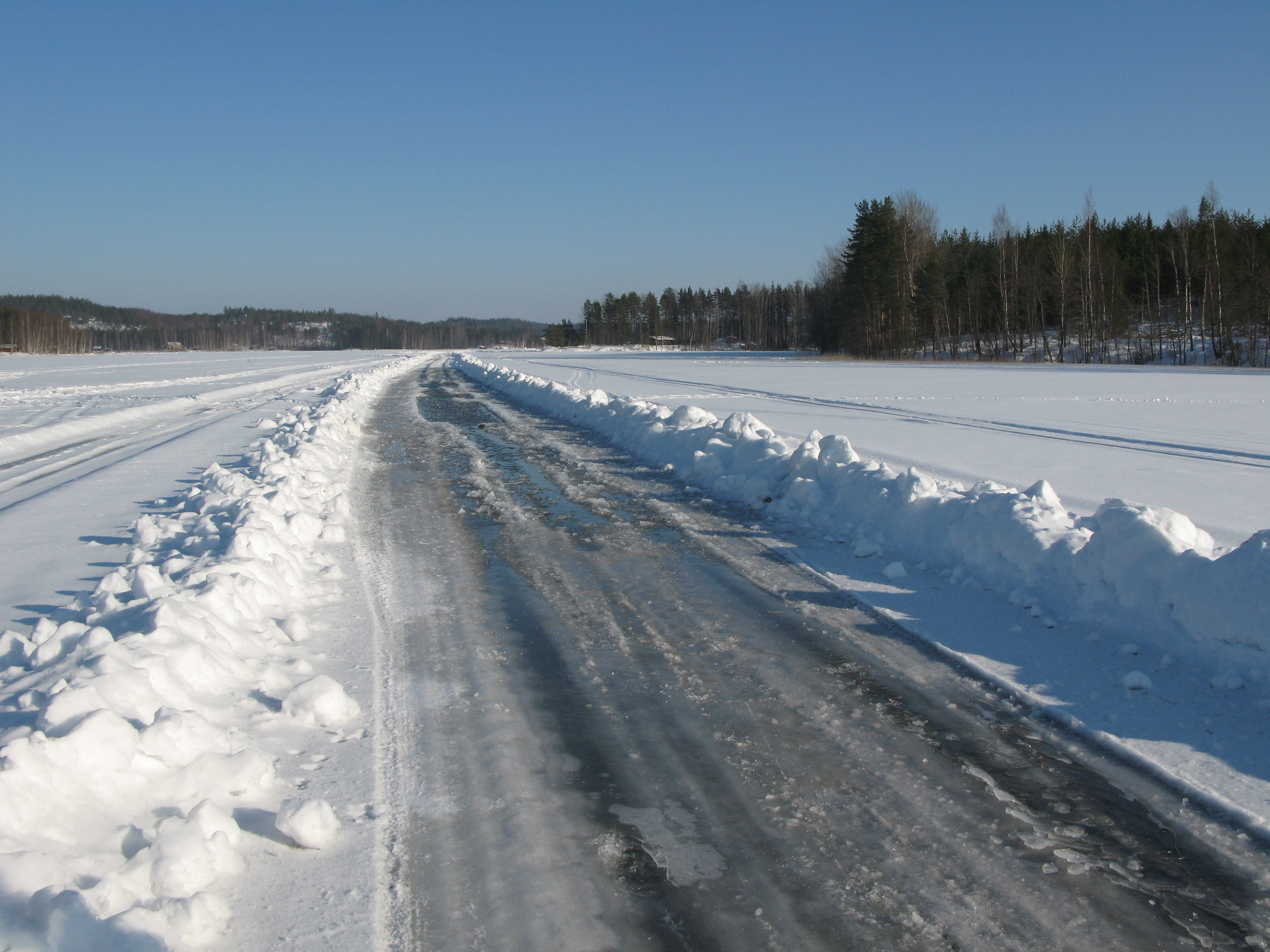
Isväg över Saimen, Finland

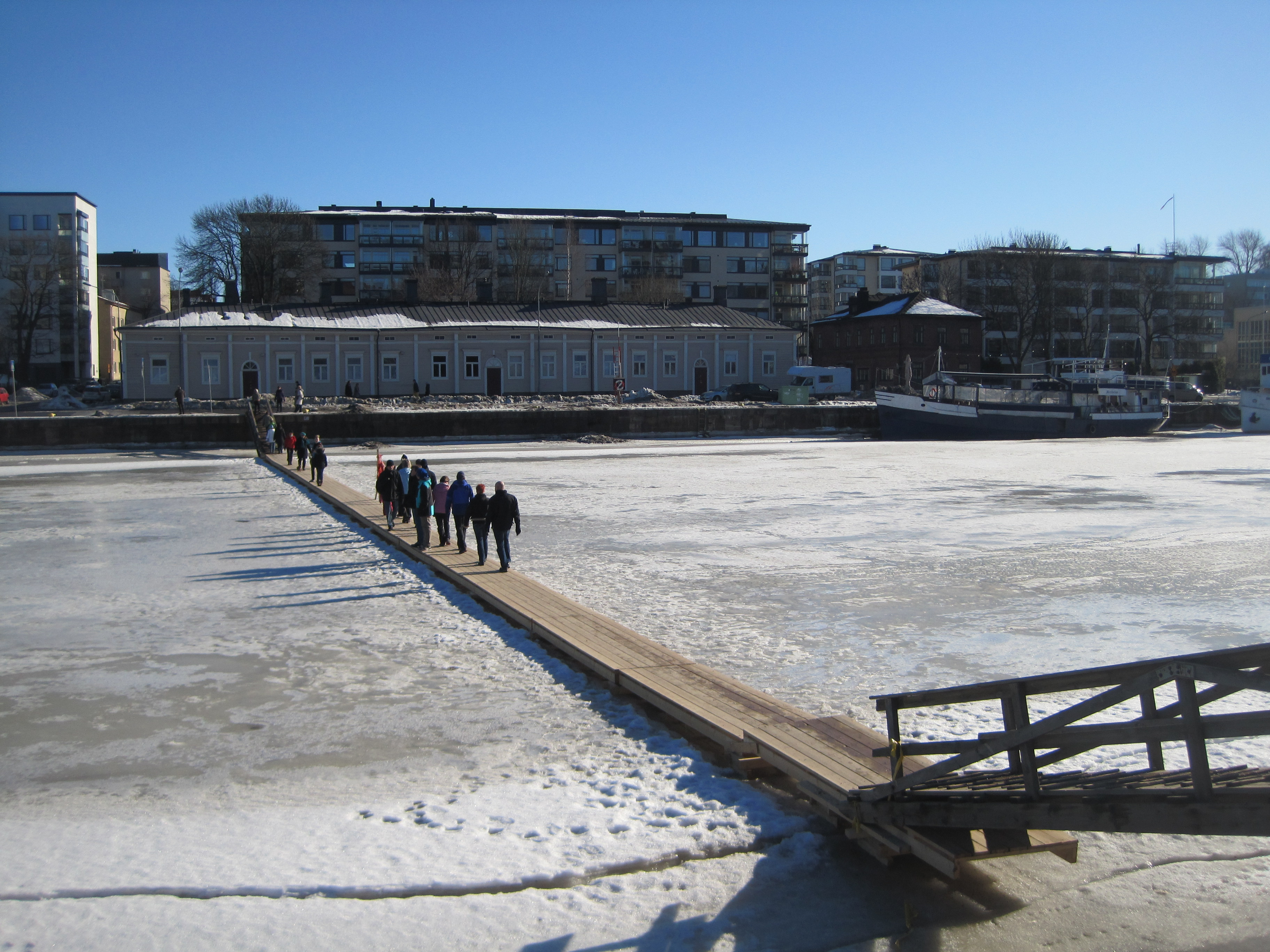
Isbro av trä över Aura å i Åbo i mars 2012, som ersättare för färjan Föri

I Finland upprätthåller vägförvaltningen under isvintrar ett antal långa isvägar bland annat i Skärgårdshavet, insjöarna och till Karlö. Därtill underhäller skärgårdsborna egna isvägar, med eller utan statligt stöd.
Isvägen över sjön Pielinen i Lieksa, mellan Koli och Vuonislahti, är sju kilometer lång och förkortar avståndet från Lieksa centrum till Koli by från 92 till 41 kilometer jämfört med landsvägen. Den längst isvägen är den till Karlö i Bottenviken, på 9 km. Vägen kan öppnas då isen är 40 cm tjock och hastighetsbegränsningen är 50 km/h.